# نيكولاس ووترهاوس
السير نيكولاس إدوين ووترهاوس، الحاصل على وسام الإمبراطورية البريطانية (24 أغسطس 1877 - 29 ديسمبر 1964)، كان محاسبًا بريطانيًا، وكان شريكًا رئيسيًا في شركة برايس ووترهاوس وشركاه، ورئيسًا لمعهد المحاسبين القانونيين. كان أيضًا هاوي طوابع بارزًا، وأُضيف إلى قائمة هواة جمع الطوابع المتميزين عام 1940.

## نشأته وحياته
كان ووترهاوس ابنًا لإدوين ووترهاوس، أحد الأعضاء المؤسسين لمعهد المحاسبين القانونيين في عام 1880. تلقى نيكولاس تعليمه في وينشستر ثم في كلية نيو كوليج بجامعة أكسفورد.

## العمل والحياة المهنية
انضم ووترهاوس إلى شركة والده عام 1899. وبحلول عام 1945، أصبح شريكًا رئيسيًا. ولما لم يتمكن من الخدمة العسكرية خلال الحرب العالمية الأولى بسبب إصابة في ركبته، عمل في وزارة الحرب، وتولى مهام رسمية مماثلة خلال الحرب العالمية الثانية. ونال وسام الإمبراطورية البريطانية عام 1920 تقديرًا لخدمتهِ في الحرب السابقة. وكان مدققًا لحسابات شركة رويال إكستشينج أشورانس، وشركة أورينتال ستيم نافيجيشن، ودوقية كورنوال، ودير وستمنستر.

## هواية جمع الطوابع
كان ووترهاوس متخصصًا في طوابع الولايات المتحدة، حيث قام بتكوين وبيع مجموعتين حائزتين على جوائز.

## العائلة
في عام 1903، تزوج من أودري لوين التي توفيت عام 1945. وفي عام 1953، تزوج من لويز هاو التي بقت معهُ. ولم يُرزق أيٌّ من الزوجين بأطفال.

## منشورات مختارة
- فهرس شامل لطوابع بريد الولايات المتحدة الأمريكية. لندن، فرانك غودن، سنة 1916.
- قائمة بطوابع بريد الولايات المتحدة الأمريكية الصادرة للبريد العام من عام 1847 إلى عام 1908. لندن، فرانك غودن، سنة 1921.